# David Jurásek
Pour les articles homonymes, voir Jurasek.
David Jurásek, né le 7 août 2000 à Dolní Němčí en Tchéquie, est un footballeur international tchèque qui évolue au poste d'arrière gauche au Beşiktaş JK, en prêt du SL Benfica.

## Biographie

### En club

#### Premiers pas en Tchéquie (2020-2023)
Né à Dolní Němčí en Tchéquie, David Jurásek commence le football dans le club local du FK Dolní Němčí et est ensuite formé par le FC Slovácko puis rejoint le Zbrojovka Brno en 2015, où il poursuit sa formation et signe son premier contrat professionnel avec ce club, le 13 décembre 2018. 
Le 1er juin 2020, il joue son premier match en professionnel , lors d'une rencontre de championnat face au Dukla Prague. Il entre en jeu à la place de Ondřej Vaněk et les deux équipes se neutralisent (0-0).
Le 16 juillet 2021, David Jurásek rejoint le FK Mladá Boleslav où il signe un contrat de quatre ans. 
Le 16 octobre 2021, il inscrit un but le club contre le Bohemians 1905, en championnat (victoire 4-1). 
Le 27 octobre suivant, il marque de nouveau, à l'occasion des huitièmes de finale de la coupe de Tchéquie face au FC Viktoria Plzeň. Il permet ainsi à son équipe de s'imposer (2-0). Il s'impose comme l'une des révélations cette saison-là, étant considéré comme l'un des meilleurs joueurs à son poste.
Le 10 février 2022, lors du mercato hivernal, David Jurásek s'engage avec l'un des plus grands clubs du pays, le Slavia Prague. Il signe un contrat courant jusqu'en juin 2026. Trois jours plus tard il joue son premier match sous ses nouvelles couleurs, étant titularisé lors d'une rencontre de championnat contre le FC Slovácko. Le Slavia l'emporte par un but à zéro ce jour-là.

#### Départ au Benfica Lisbonne (2023-)
Auteur de prestations convaincantes avec le Slavia, Jurásek attire l'intérêt de plusieurs clubs: le 10 juillet 2023, David Jurásek rejoint le Portugal afin de s'engager en faveur du Benfica Lisbonne où il signe un contrat courant jusqu'en juin 2028.

#### Prêts
Le 22 janvier 2024, David Jurásek rejoint le TSG Hoffenheim sous la forme d'un prêt jusqu'à la fin de la saison.
Le 1er juillet 2024, Jurásek voit son prêt à Hoffenheim prolongé d'une saison supplémentaire, soit jusqu'en juin 2025.
Le 29 juin 2025, David Jurásek est de nouveau prêté par Benfica, cette fois-ci en Turquie, au Beşiktaş JK sous la forme d'un prêt d'une saison avec option d'achat.

### En sélection
Le 12 octobre 2021, David Jurásek joue son premier match avec l'équipe de Tchéquie espoirs face au Kosovo au cours duquel il entre en jeu et son équipe s'impose (4-0).
En mars 2023, David Jurásek est convoqué pour la première fois avec l'équipe nationale de Tchéquie, par le sélectionneur Jaroslav Šilhavý,.
Il est retenu dans la liste des 26 joueurs tchèques du sélectionneur Ivan Hašek pour participer à l'Euro 2024. Sur le banc contre le Portugal, il sera titulaire lors des deux matchs suivants (Turquie et Géorgie), mais sera éliminé avec son équipe dès le premier tour. 